# رودریگو خرماده
رودریگو خرماده (اسپانیایی: Rodrigo Germade‎؛ زادهٔ ۲۳ اوت ۱۹۹۰) قایقران کانو اهل اسپانیا است.
وی در مسابقات کشوری و بین‌المللی در مجموع برندهٔ ۲ مدال طلا، ۵ مدال نقره، ۱ مدال برنز شده‌است.